# Marcel et Gabriel Piqueray
Pour la militante libertaire française, voir May Picqueray.
Marcel et Gabriel Piqueray, frères jumeaux nés le 2 mars 1920 à Bruxelles, morts en 1997 et le 2 août 1992, sont des écrivains belges proches du surréalisme.

## Biographie
Leur grand-père paternel Georges Piqueray avait été membre de La Jeune Belgique et ami de Verhaeren, Maeterlinck et Van Lerberghe. En 1927 ils découvrent grâce à leur tante non
seulement la musique de Maurice Ravel mais aussi le jazz. Élève à l’Athénée royal d’Etterbeek, Gabriel Piqueray y fait en 1936 la connaissance de Marcel Lecomte qui y exerce la fonction de surveillant. C'est l'année suivante que les deux frères s'engagent dans l'écriture. En 1939, Marcel Piqueray rencontre à son tour Marcel Lecomte qui présente aux deux frères Paul Colinet et le peintre Armand Permantier. 
Les frères Piqueray publient en 1941 leur premier livre, Au-delà des gestes. Ils collaborent par la suite à la revue manuscrite Vendredi réalisée par Paul Colinet en un seul exemplaire pour son neveu (1949-1951), à La carte d'après nature de Magritte (1952-1956), à Temps mêlés fondé en 1952 par André Blavier, ainsi qu'au Daily-Bul, fondé en 1953 par André Balthazar et Pol Bury et au Petit Jésus de Noël Arnaud (1951-1963). 
De 1960 à 1980, Gabriel et Marcel Piqueray ont été, aux côtés de Théodore Koenig, Joseph Noiret, Marcel Havrenne, parmi les sept codirecteurs de la revue Phantomas (1953-1980) qui prend ses distances à l'égard du surréalisme.. 
De caractères différents les frères Piqueray ont cosigné des textes qu'ils n’ont cependant pas écrit  en commun. Dans une lettre à Paul Colinet datée du 6 décembre 1944, Marcel Piqueray précisait que leur signature double constituait « un indicatif, comme dirait la radio; un indicatif général de l’état d'esprit piqueriste ».
Certains des recueils des frères Piqueray ont été illustrés par Pol Bury, Serge Vandercam, Pierre Alechinsky et Camille De Taeye.

## Ouvrages
- Paul Colinet, Marcel et Gabriel Piqueray, Marcel Lecomte, Bruno Capacci, trente reproductions de tableaux et un portrait du peintre, Bruxelles, La Boétie, 1946.
- Les Poudres lourdes, Paris, Fontaine, 1946.
- Een lovely Badjou, La Louvière, Daily-Bul, Les Poquettes volantes no 4, 1966.
- White canetons, Phantomas 89, décembre 1969.
- Monument Tobacco, Abécédaire, illustrations de Pierre Alechinsky, Paris, Yves Rivière, 1978.
- Die Damen, La Louvière, Daily-Bul, Les Poquettes volantes no 52, 1975.
- Au-delà des gestes et autres textes, Paris/ Bruxelles, Argon/ Librairie La Proue, 1980.
- Paul Colinet et Marcel Piqueray, Crognamire, essai, illustrations de Robert Willems, La Pierre d'Alun, 1984.
- Marcel et Gabriel Piqueray, Serge Vandercam, Cinquantenaire Park 1925-1940, postface de Jacques Sojcher, La Louvière, Daily-Bul, 1986.
- Au-delà des gestes et autres textes, préface de Luc Rémy, lecture de Philippe Dewolf, Bruxelles, Labor, collection Espace Nord, 1993, 235 p.
- Marais d'étoiles, La Louvière, Le Daily-Bul, 1991. Illustré de deux lithographies de Camille De Taeye, intitulées Girl guide et Miss you[1].Un exemplaire est conservé à la réserve précieuse de la Bibliothèque royale de Belgique.
- Phosfer de cœur, Paris, Atelier Champfleury, 1983. Illustré de 2 lithographies de Camille De Taeye, tirées sur vélin d'Arches, dont La toute jeune fille est morte[2].Tirage : 60 exemplaires. Un exemplaire est conservé à la réserve précieuse de la Bibliothèque royale de Belgique.